# Preußischer 721/722 Altona bis 829/830 Altona
Die Triebwagen der Reihe 721/722 Altona bis 829/830 Altona waren elektrische Triebzüge der Hamburg-Altonaer Stadt- und Vorortbahn. Sie waren die dritte Bauserie für die S-Bahn Hamburg und entsprachen im Wesentlichen den Vorgängern, den Preußischen 671/672 Altona bis 719/720 Altona. Als Fahrzeuge mit der frühesten Indienststellung 1910 erhielten sie ihre dreiteilige Ordnungsnummer. Sie wurden mechanisch und elektrisch von verschiedenen Herstellern produziert und wiesen untereinander eine Reihe von kleinen Änderungen auf. 1925 wurden 13 Fahrzeuge der Serie rekonstruiert und erhielten die Bezeichnung 1576 a/b bis 1588 a/b. Die Triebwagen waren bis 1943 im Einsatz, ein Exemplar im umgebauten Zustand ist erhalten.

## Geschichte
Von dieser dritten Serie wurde 1910 das erste Los mit 25 Viertelzügen geliefert. Eine weitere Nachbestellung von 30 Einheiten folgte 1912/1913, um das ständig wachsende Netz der S-Bahn Hamburg bedienen zu können. Somit waren in der Zeit bis zum Ersten Weltkrieg 140 Viertelzüge in Dienst gestellt. Die Triebwagen verkehrten entweder als einzelne Viertelzüge oder im Verbund von bis zu vier Viertelzügen.
Die Fahrzeuge lassen sich aufgrund verschiedener Lieferungen in vier verschiedene Typenreihen unterteilen, die in der Tabelle angeführt sind.
| Betriebsnummer  | Indienststellung | Hersteller mech.             | Hersteller el. | Stundenleistung | Dienstmasse | Bauart Fahrmotoren | Übersetzungsverhältnis | Sitzplätze | Klassen |
| --------------- | ---------------- | ---------------------------- | -------------- | --------------- | ----------- | ------------------ | ---------------------- | ---------- | ------- |
| 721/722–753/754 | 1910             | LHW Van der Zypen & Charlier | AEG            | 275 kW          | 63.220 kg   | Winter-Eichberg    | 1:3,05                 | 130        | 2./3.   |
| 755/756–769/770 | 1910             | LHW Van der Zypen & Charlier | SSW            | 221 kW          | 62.100 kg   | Reihenschlussmotor | 1:3,64                 | 130        | 2./3.   |
| 771/772–799/800 | 1910             | LHW Van der Zypen & Charlier | AEG            | 275 kW          | 64.000 kg   | Winter-Eichberg    | 1:3,05                 | 130        | 2./3.   |
| 801/802–829/830 | 1910             | LHW Van der Zypen & Charlier | SSW            | 221 kW          | 64.000 kg   | Reihenschlussmotor | 1:3,64                 | 130        | 2./3.   |

Die AEG-Fahrzeuge hatten eine um 50 kW höhere Stundenleistung. Damit die schwächeren Fahrzeuge der Siemens-Schuckertwerke dieselbe effektive Leistung erbringen konnten, wurde bei ihnen das Übersetzungsverhältnis geändert. Die Fahrzeuge hatten sich im Betrieb bewährt. Konzipiert waren sie für eine Lebensdauer von sieben bis acht Jahren, in der Praxis waren sie in der Ausgangsvariante bis 1925 im Einsatz. Insgesamt 13 der 55 ausgelieferten Triebwagen wurden in der Zeit mit einer verstärkten elektrischen Ausrüstung versehen und erhielten die neuen Bezeichnungen 1576 a/b bis 1588 a/b mit folgenden technischen Daten:
Da nach dem Ersten Weltkrieg die Fahrzeuge durch mangelhafte Pflege heruntergewirtschaftet waren, mussten ab 1924 neue Triebfahrzeuge beschafft werden. Dies waren die elT 1589a/b bis 1645a/b, die ein Tonnendach besaßen.

## Konstruktion
Der mechanische Teil hatte gegenüber den Vorgängern, den 671/672 Altona bis 719/720 Altona, in Abmessungen und Gestaltung keine Änderung. Die konstruktive Überarbeitung betraf einige Details der Wagenkastengestaltung. So waren die Fahrgasträume anders aufgeteilt.
Die elektrische Ausrüstung entsprach bei den Wagen von AEG der Vorgängervariante. Bei den Wagen von SSW waren die Stromabnehmer als Scherenstromabnehmer mit isoliert aufgeteilten Druckluftantrieb ausgeführt. Sie besaßen achtpolige Reihenschlussmotoren in Tatzlager-Bauweise mit Widerstandsverbindern zwischen dem Kommutator und dem Anker.

## Verbleib

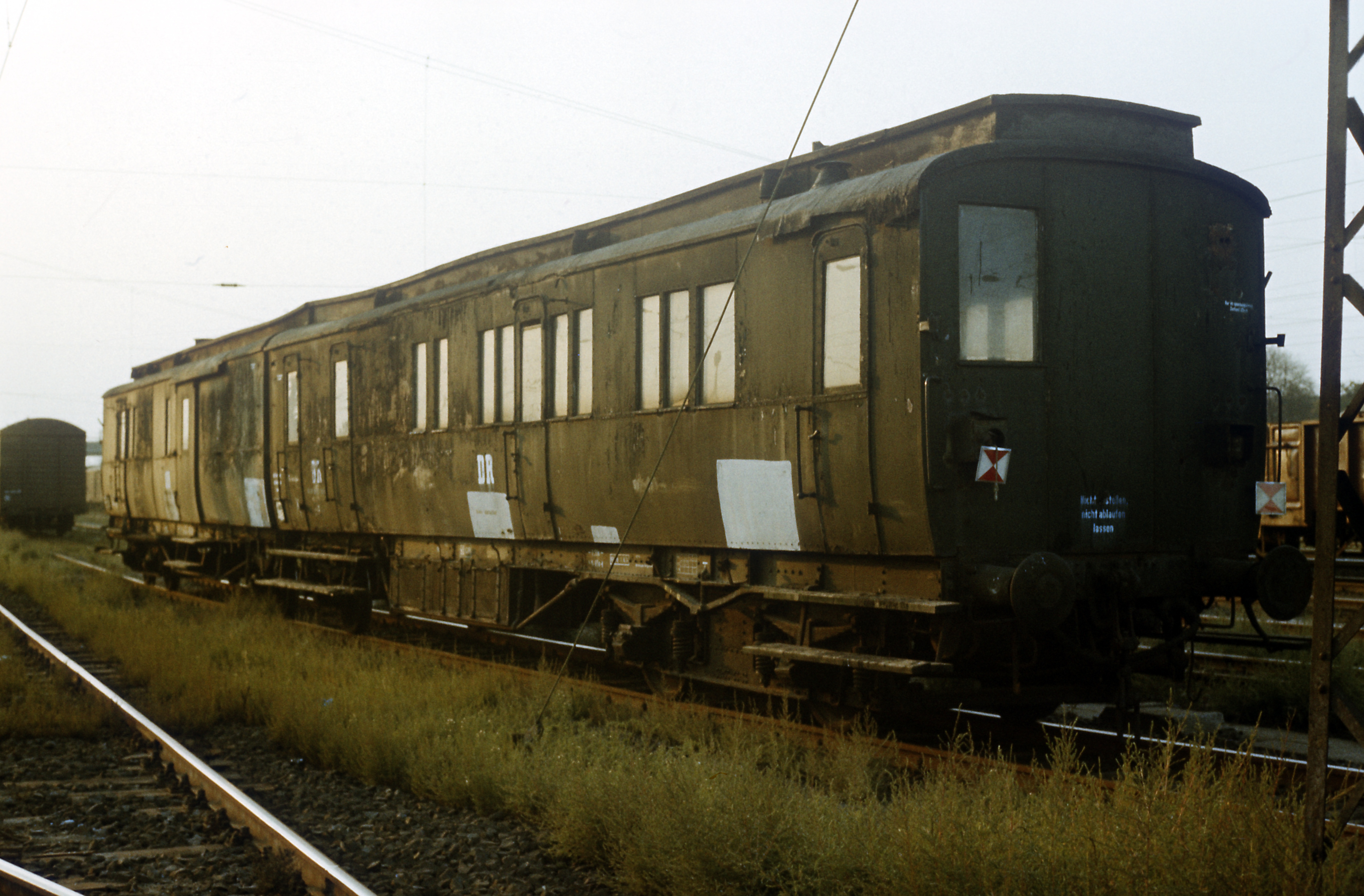
Einheit 627 und 5127 im Bf Engelsdorf, Sommer 1988

Nach der Indienststellung der ersten Triebwagen mit stählernem Wagenkasten wurde ein Großteil der Wagen der Baujahre 1910–1912 in reine Personenwagen umgebaut. Unter diesen befand sich die Einheit mit den Nummern 627+5127 (nach dem Umzeichnungsplan von 1924), die nach dem Zweiten Weltkrieg auf dem Gebiet der späteren DDR verblieb. Etwa 1960 wurden die Wagen durch die Deutsche Reichsbahn für den Hilfszug in Aue (Sachsen) umgebaut und erhielten die Bezeichnungen 852-311 (Energieversorgungswagen) und 852-312 (Aufenthaltswagen). 1987 entdeckten Mitglieder des Vereins Verkehrsamateure und Museumsbahn den Doppelwagen in Karl-Marx-Stadt, konnten ihn im folgenden Jahr von der Reichsbahn ankaufen und in das Museum Aumühle überführen. Die Einheit ist in unrestauriertem Zustand konserviert abgestellt, eine spätere Aufarbeitung wird angestrebt.
Eine weitere Einheit soll nach dem Zweiten Weltkrieg in Brno verblieben sein.